# Ultimul miliardar
Ultimul miliardar (Le dernier milliardaire) este un film francez din anul 1934 regizat de René Clair, 
având protagoniști pe Max Dearly, Marthe Mellot și Renée Saint-Cyr.

## Distribuție
- Max Dearly - Banco
- Marthe Mellot - Regina Casinario
- Renée Saint-Cyr - Prințesa Isabelle
- Jean Sinoël - Primul Ministru
- Charles Redgie - Prințul moștenitor Nicolas
- Marcel Carpentier - detectivul Brown
- Raymond Cordy - valetul
- José Noguero – șeful orchestrei
- Christian Argentin : ministrul de finanțe
- Jean Ayme : un ministru